# Loché-sur-Indrois
Loché-sur-Indrois és un municipi francès, situat al departament de l'Indre i Loira i a la regió de Centre – Vall del Loira. L'any 2007 tenia 514 habitants.

## Demografia

### Població
El 2007 la població de fet de Loché-sur-Indrois era de 514 persones. Hi havia 236 famílies, de les quals 72 eren unipersonals (28 homes vivint sols i 44 dones vivint soles), 84 parelles sense fills, 56 parelles amb fills i 24 famílies monoparentals amb fills.
La població ha evolucionat segons el següent gràfic:
Habitants censats

### Habitatges
El 2007 hi havia 316 habitatges, 236 eren l'habitatge principal de la família, 61 eren segones residències i 19 estaven desocupats. 308 eren cases i 7 eren apartaments. Dels 236 habitatges principals, 176 estaven ocupats pels seus propietaris, 55 estaven llogats i ocupats pels llogaters i 5 estaven cedits a títol gratuït; 1 tenia una cambra, 12 en tenien dues, 55 en tenien tres, 67 en tenien quatre i 100 en tenien cinc o més. 49 habitatges disposaven pel capbaix d'una plaça de pàrquing. A 118 habitatges hi havia un automòbil i a 87 n'hi havia dos o més.

### Piràmide de població
La piràmide de població per edats i sexe el 2009 era:
| Homes | Edats   | Dones |
| ----- | ------- | ----- |
| 0     | 95 o +  | 4     |
| 0     | 90 a 94 | 0     |
| 8     | 85 a 89 | 16    |
| 8     | 80 a 84 | 0     |
| 8     | 75 a 79 | 28    |
| 12    | 70 a 74 | 12    |
| 8     | 65 a 69 | 20    |
| 20    | 60 a 64 | 8     |
| 20    | 55 a 59 | 24    |
| 16    | 50 a 54 | 12    |
| 4     | 45 a 49 | 8     |
| 28    | 40 a 44 | 28    |
| 12    | 35 a 39 | 20    |
| 32    | 30 a 34 | 4     |
| 8     | 25 a 29 | 16    |
| 8     | 20 a 24 | 12    |
| 12    | 15 a 19 | 12    |
| 20    | 10 a 14 | 28    |
| 8     | 5 a 9   | 16    |
| 12    | 0 a 4   | 8     |

## Economia
El 2007 la població en edat de treballar era de 314 persones, 234 eren actives i 80 eren inactives. De les 234 persones actives 221 estaven ocupades (118 homes i 103 dones) i 13 estaven aturades (5 homes i 8 dones). De les 80 persones inactives 31 estaven jubilades, 25 estaven estudiant i 24 estaven classificades com a «altres inactius».

### Ingressos
El 2009 a Loché-sur-Indrois hi havia 222 unitats fiscals que integraven 478,5 persones, la mediana anual d'ingressos fiscals per persona era de 14.328 €.

### Activitats econòmiques
Dels 17 establiments que hi havia el 2007, 2 eren d'empreses alimentàries, 1 d'una empresa de fabricació de material elèctric, 1 d'una empresa de fabricació d'altres productes industrials, 3 d'empreses de comerç i reparació d'automòbils, 3 d'empreses d'hostatgeria i restauració, 1 d'una empresa d'informació i comunicació, 1 d'una empresa immobiliària, 3 d'empreses de serveis, 1 d'una entitat de l'administració pública i 1 d'una empresa classificada com a «altres activitats de serveis».
L'únic servei als particulars que hi havia el 2009 era un restaurant.
L'únic establiment comercial que hi havia el 2009 era una fleca.
L'any 2000 a Loché-sur-Indrois hi havia 44 explotacions agrícoles que ocupaven un total de 4.514 hectàrees.

## Equipaments sanitaris i escolars
El 2009 hi havia una escola elemental integrada dins d'un grup escolar amb les comunes properes formant una escola dispersa.

## Poblacions més properes
El següent diagrama mostra les poblacions més properes.